# Christmas at St. Bride's 2008
Christmas at St. Bride's 2008 is een livealbum van de Britse progressieve-rockband Jethro Tull, opgenomen in 2008.

## Geschiedenis
Het was vanaf 2006 een traditie van Ian Anderson om rond de kerstperiode solo of met Jethro Tull een aantal concerten ten behoeve van het goede doel te geven. In 2006 deed hij het op eigen naam met Ann Marie Calhoun op 16 december in een klooster in Duitsland in aanwezigheid van de Duitse president Horst Köhler en op 19 december in de St Bride's Church te Londen ten behoeve van een liefdadigheidsorganisatie die opkomt voor daklozen. In 2007 was op 17 december wederom de St Bride's Church aan de beurt en verscheen Anderson onaangekondigd tijdens een kerkdienst met gitarist Florian Opahle om een aantal nummers te spelen. Op 22 december datzelfde jaar deed hij een concert in Italië waarvan de opbrengst naar het Rode Kruis ging. In de St Bride's Church werd ook het concert opgenomen dat op dit album staat. Deze keer kwam Anderson met Jethro Tull en ging de opbrengt weer naar liefdadigheidsorganisaties voor daklozen.
Anderson voelde zich verbonden met het lot van daklozen sinds hij in 1971 het album Aqualung uitbracht, waarvan het titelnummer over een zwerver ging.

## Nummers
1. Weathercock
2. Introduction by / What Cheer?
3. A Christmas Song
4. Living in These Hard Times
5. Silent Night
6. Marmion (Sir Walter Scott) - voorgedragen door Ian Anderson, John O'Hara op keyboards
7. Jack-in-the-Green
8. Another Christmas Song
9. God's Grandeur (Gerard Manley Hopkins) - voorgedragen door Gavin Esler, John O'Hara op keyboards
10. Oh Come All Ye Faithful
11. The Ballad of the Breadman (Charles Causley) - voorgedragen door Mark Billingham, Martin Barre op gitaar
12. A Winter Snowscape
13. Christmas (John Betjeman) - voorgedragen door Andrew Lincoln, John O'Hara op keyboards
14. Fires at Midnight
15. We Five Kings
16. Gaudete
17. God Rest Ye Merry Gentlemen / Thick as a Brick

- Cursief zijn voorgedragen gedichten, waarvan de auteur tussen haakjes staat vermeld.

## Bezetting
- Ian Anderson (zang, dwarsfluit)
- Martin Barre (gitaar)
- John O'Hara (keyboards)
- David Goodier (basgitaar)
- James Duncan (percussie)
- St Bride's-kerkkoor (zang)